# Amir Johnson
Amir Jalla Johnson é um ex-jogador de basquetebol profissional.

## Temporada Regular
| Ano      | Equipe          | PJ  | PT  | MPJ  | AP   | 3P   | LL    | RT  | AS  | BR  | TO  | PPJ  |
| -------- | --------------- | --- | --- | ---- | ---- | ---- | ----- | --- | --- | --- | --- | ---- |
| 2005-06  | Detroit Pistons | 3   | 0   | 13.0 | .700 | .667 | 1.000 | 1.3 | 1.0 | 0.0 | 0.7 | 6.7  |
| 2006-07  | Detroit Pistons | 8   | 0   | 15.5 | .545 | .000 | .786  | 4.6 | 0.4 | 0.6 | 1.6 | 5.9  |
| 2007-08  | Detroit Pistons | 62  | 0   | 12.3 | .558 | .000 | .673  | 3.8 | 0.5 | 0.4 | 1.3 | 3.6  |
| 2008-09  | Detroit Pistons | 62  | 24  | 14.7 | .595 | .000 | .657  | 3.7 | 0.3 | 0.3 | 1.0 | 3.5  |
| 2009-10  | Toronto Raptors | 82  | 5   | 17.7 | .623 | .000 | .638  | 4.8 | 0.6 | 0.5 | 0.8 | 6.2  |
| 2010-11  | Toronto Raptors | 72  | 54  | 25.7 | .568 | .000 | .787  | 6.4 | 1.1 | 0.7 | 1.2 | 9.6  |
| 2011-12  | Toronto Raptors | 64  | 43  | 24.3 | .576 | .400 | .690  | 6.4 | 1.2 | 0.5 | 1.1 | 7.1  |
| 2012-13  | Toronto Raptors | 81  | 38  | 28.7 | .554 | .385 | .727  | 7.5 | 1.5 | 1.0 | 1.4 | 10.0 |
| 2013-14  | Toronto Raptors | 77  | 72  | 28.8 | .562 | .303 | .636  | 6.6 | 1.5 | 0.7 | 1.1 | 10.4 |
| Carreira |                 | 511 | 236 | 22.0 | .573 | .305 | .699  | 5.7 | 1.0 | 0.6 | 1.1 | 7.4  |

## Playoffs
| Ano      | Equipe          | PJ | PT | MPJ  | AP    | 3P   | LL   | RT  | AS  | BR  | TO  | PPJ  |
| -------- | --------------- | -- | -- | ---- | ----- | ---- | ---- | --- | --- | --- | --- | ---- |
| 2007-08  | Detroit Pistons | 8  | 0  | 5.4  | .750  | .000 | .500 | 1.6 | 0.1 | 0.0 | 0.4 | 2.6  |
| 2008-09  | Detroit Pistons | 3  | 0  | 4.3  | 1.000 | .000 | .000 | 1.0 | 0.0 | 0.0 | 0.3 | 0.7  |
| 2013-14  | Toronto Raptors | 7  | 7  | 27.3 | .654  | .000 | .750 | 6.0 | 1.0 | 0.4 | 0.6 | 11.0 |
| Carreira |                 | 18 | 7  | 13.7 | .677  | .000 | .667 | 3.2 | 0.4 | 0.2 | 0.4 | 5.6  |

## Prêmios e Homenagens
NBA
- NBA Hustle Award: 2018